# Брие (округ)
Брие (фр. Briey) — округ (фр. Arrondissement) во Франции, один из округов в регионе Лотарингия (регион). Департамент округа — Мёрт и Мозель. Супрефектура — Брие.
Население округа на 2006 год составляло 160 735 человек. Плотность населения составляет 141 чел./км². Площадь округа составляет всего 1143 км².

## Кантоны округа
Округ Брие с 1790 года относился к департаменту Мозель. В 1871 году он был захвачен Германской империей и передан департаменту Мёрт, который впоследствии стал нынешним департаментом Мёрт и Мозель
Округ включает следующие кантоны:
- Одюн-ле-Роман
- Брие
- Шамбле-Бюссьер
- Конфлан-ан-Жарнизи
- Эрсеранж
- Омекур
- Лонгийон
- Лонгви
- Мон-Сен-Мартен
- Вильрюп